# Veliko Trgovišće
Veliko Trgovišće – wieś w Chorwacji, w żupanii krapińsko-zagorskiej, siedziba gminy Veliko Trgovišće. W 2011 roku liczyła 1250 mieszkańców.
Jest położona w Hrvatskim zagorju, na wysokości 150 m n.p.m., nad rzeką Krapiną. Przebiegają przez nią linia kolejowa Zaprešić – Zabok i droga Zaprešić – Gubaševo. Miejscowa gospodarka oparta jest na rolnictwie oraz przemyśle metalowym i odzieżowym.
Pierwsza historyczna wzmianka o wsi pochodzi z 1501 roku. Należała wówczas do węgierskiego rodu Erdődych. Do XIX wieku ważniejszą rolę pełniła lokalna wieś Jezero, następnie rozpoczął się prężniejszy rozwój Velikiego Trgovišća w związku z uzyskaniem przez nie dostępu do sieci kolejowej.
We wsi urodził się Franjo Tuđman.